# Vater-Unser-Kirche (Berlin-Wilmersdorf)

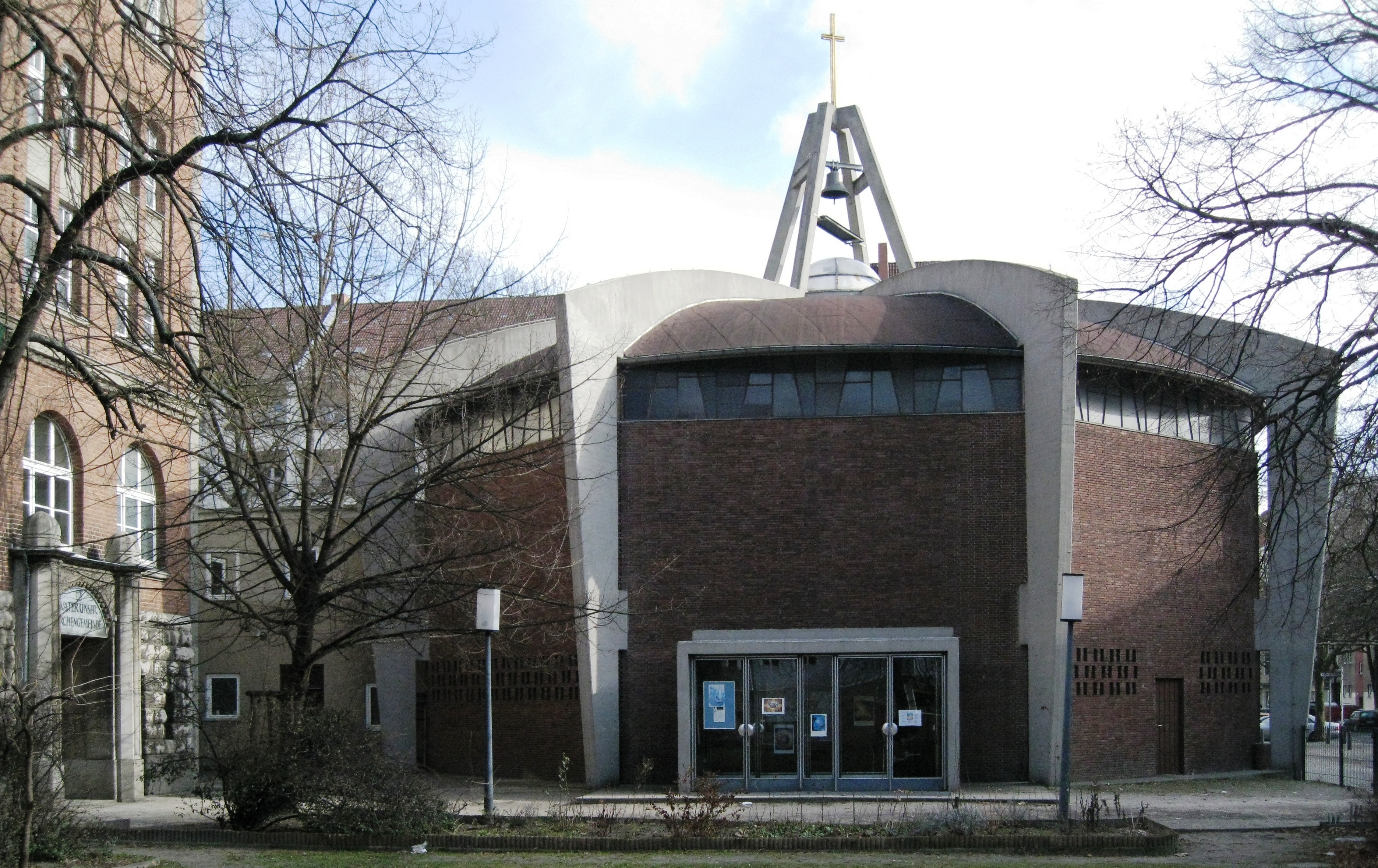
Vater-Unser-Kirche

Die Vater-Unser-Kirche ist eine evangelische Kirche im Berliner Ortsteil Wilmersdorf (Bezirk Charlottenburg-Wilmersdorf). Sie wurde in den Jahren 1959–1961 nach Plänen von Werner March als Zentralbau mit Campanile erbaut und am 18. März 1961 eingeweiht. Das Gemeindehaus auf diesem Gelände wurde 1912 von Otto Herrnring entworfen. Kirche und Gemeindehaus stehen unter Denkmalschutz.

## Geschichte

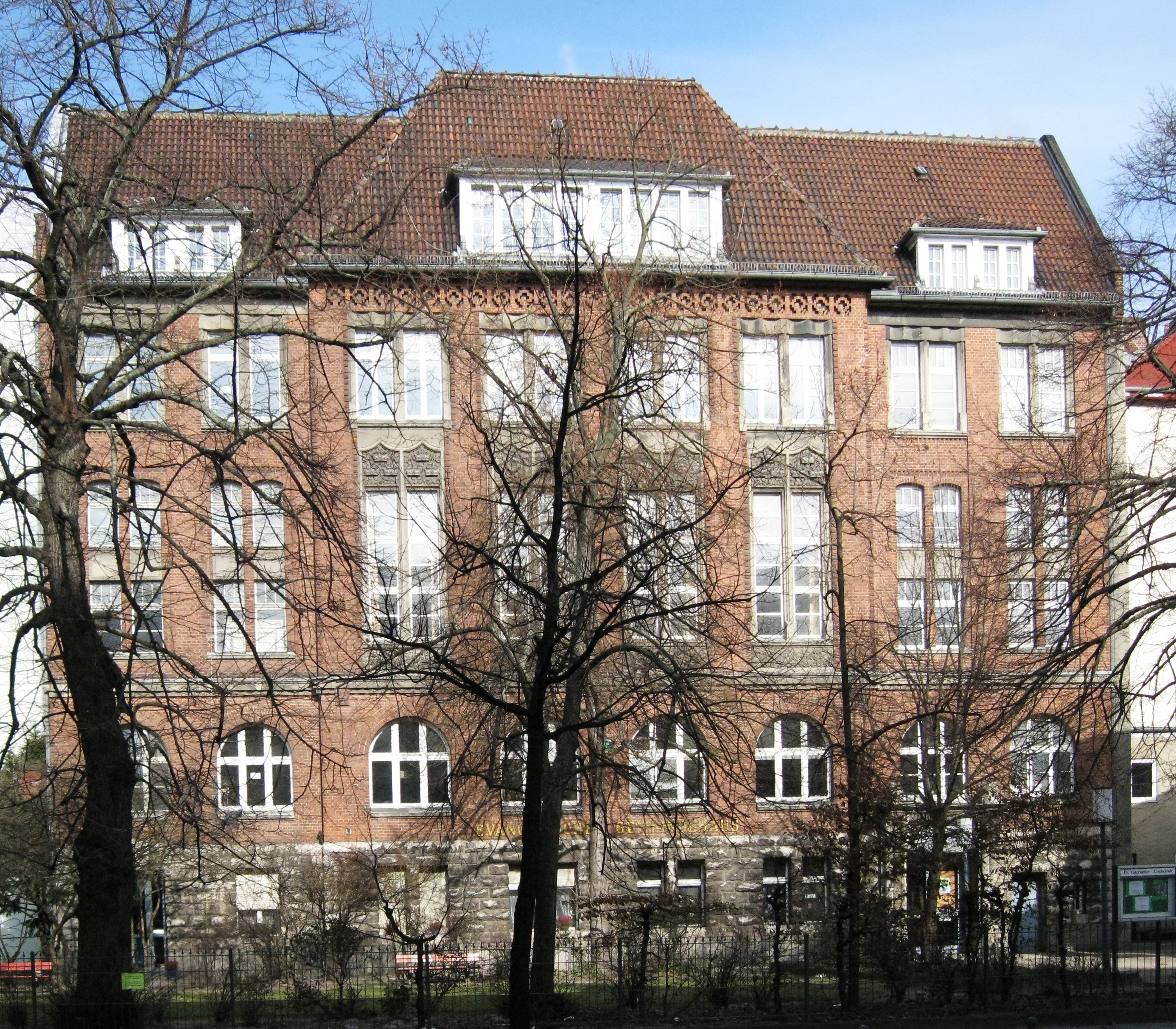
Das Gemeindehaus der Vater-Unser-Kirche

Bis Ende der 1950er Jahre war die Zahl der Gemeindeglieder im Bereich der Lindenkirche auf etwa 30.000 angewachsen. Weil sich das Gemeindeleben seit Jahren mit starker Selbstständigkeit vollzog – sowohl in der Lindenkirche als auch im Gemeindehaus Detmolder Straße fanden eigene Sonntagsgottesdienste, Wochengottesdienste und Kindergottesdienste statt – schlug der Gemeindekirchenrat im Oktober 1958 dem Berliner Konsistorium vor, die Gemeinde zu teilen und für den Nordbezirk, für deren Gemeindeglieder der Weg bis zur Lindenkirche zu weit war, eine eigene Kirche bauen zu lassen. Diesem Antrag wurde stattgegeben.
Am 1. April 1959 wurde der bisherige Kirchenbezirk Wilmersdorf Süd geteilt. Die etwa 16.000 Mitglieder im südlichen Bereich verblieben bei der Lindenkirchengemeinde. Die neue Gemeinde mit etwa 14.000 Mitgliedern im Norden der Ringbahntrasse erhielt den Namen Vater-Unser-Kirchengemeinde. Auf einem kircheneigenen Grundstück an der Ecke Detmolder/Koblenzer Straße befand sich bereits seit 1913 ein Gemeindehaus. Hier wurden ab 1925 zunächst die Gottesdienste für den Kirchenbezirk Wilmersdorf Süd  und, nachdem die Lindenkirchengemeinde 1936 eine neue Kirche bekam, nur noch für den Nordbezirk abgehalten. Genau auf diesem Grundstück konnte bereits am 31. Oktober 1959 der Grundstein für ein Gotteshaus mit 500 Plätzen gelegt werden. Am 18. März 1961 wurde die neue Kirche eingeweiht.

## Gebäude

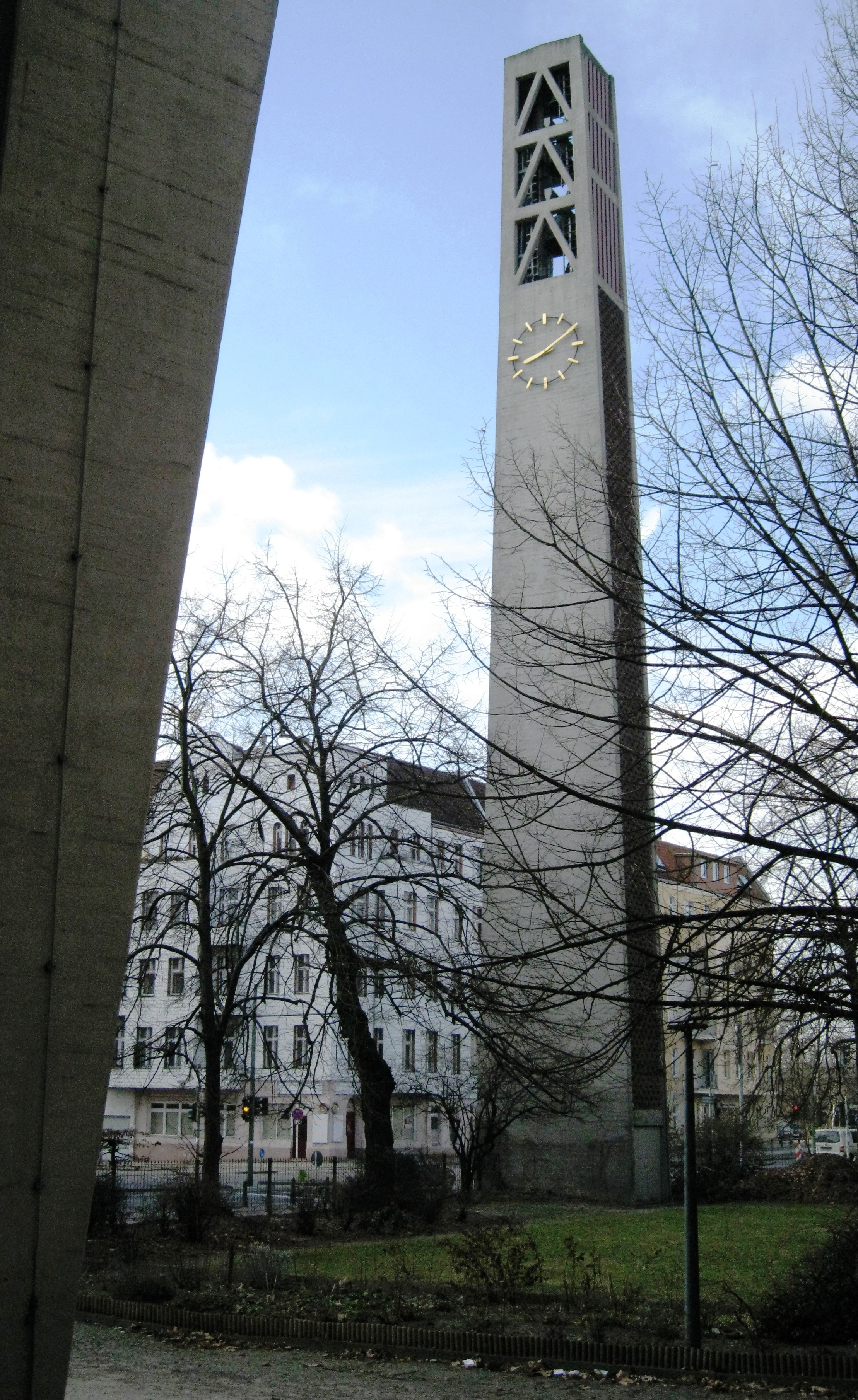
Der Campanile der Vater-Unser-Kirche

Die Kirche, ein Spätwerk von Werner March, ist mit dem bereits vorhandenen Gemeindehaus durch einen zweigeschossigen Flügelbau verbunden. Der Grundriss erinnert an die zur selben Zeit entstandene Kaiser-Wilhelm-Gedächtniskirche von Egon Eiermann, zu deren Wiederaufbau auch Werner March einen Entwurf eingereicht hatte, der nicht zum Zuge kam. Im Unterschied zu diesem Entwurf wählte March für die Vater-Unser-Kirche ein Gebäude mit einem Trägersystem aus vier Bügeln, die eine gewölbte Deckenschale tragen. Sowohl die außen gelegenen Träger als auch die Deckenschale sind aus Stahlbeton. Die Umfassungsmauern des achteckigen Zentralbaus bestehen aus Ziegelsteinen, außen rot und innen gelb. Das Innere der Kirche wird durch ein Glasband zwischen den Wänden und der Deckenschale erhellt, ferner durch ein Oberlicht im Scheitel der Deckenschale. Über dem Oberlicht befindet sich ein kleiner Glockenträger für die Gebetsglocke.
An der Ecke des Grundstücks, zur Kreuzung Detmolder-/Blissestraße gelegen, befindet sich als weit sichtbare Landmarke der städtebaulich prägende Betonturm, der sich als Campanile nach oben verjüngt. Er besteht aus zwei geschlossenen Wandscheiben mit je einer Uhr und zwei Lochflächen. Darüber erheben sich drei offene Glockengeschosse. Im Campanile hängen drei Bronzeglocken, in dem Glockenträger über dem Kirchenschiff eine vierte. Sie wurden 1960 von der Glocken- und Kunstgießerei Rincker gegossen.
| Schlagton | Gewicht (kg) | Durchmesser (cm) | Höhe (cm) | Krone (cm) | Inschrift                                                                            |
| --------- | ------------ | ---------------- | --------- | ---------- | ------------------------------------------------------------------------------------ |
| e′        | 1092         | 116              | 100       | 19         | ER WIRD DEN ERDBODEN RICHTEN MIT GERECHTIGKEIT UND DIE VÖLKER MIT RECHT + PS. 98/9 + |
| g′        | 0613         | 096              | 080       | 17         | ALLER WELT ENDEN SEHEN DAS HEIL UNSERES HERRN + PS. 98/3 +                           |
| a′        | 0430         | 084              | 072       | 15         | DEM HERRN EIN NEUES LIED / DENN ER TUT WUNDER + PS. 98/1 +                           |
| c″        | 0292         | 081              | 065       | 12         | DEIN IST DAS REICH UND DIE KRAFT UND DIE HERRLICHKEIT IN EWIGKEIT +                  |

Die vier Bronzeglocken erklingen in der Disposition e′–g′–a′–c″, einem Griesbacher’schen Idealquartett (auch Parsifal-Motiv genannt).